# Sofía Asoumanáki
Sofía Asoumanáki (grec moderne : Σοφία Ασουμανάκη), née le 25 mai 1997, est une rameuse grecque.

## Palmarès

### Jeux olympiques d'été
- 2016 à Rio de Janeiro,  Brésil
  - 4e en deux de couple

### Championnats du monde

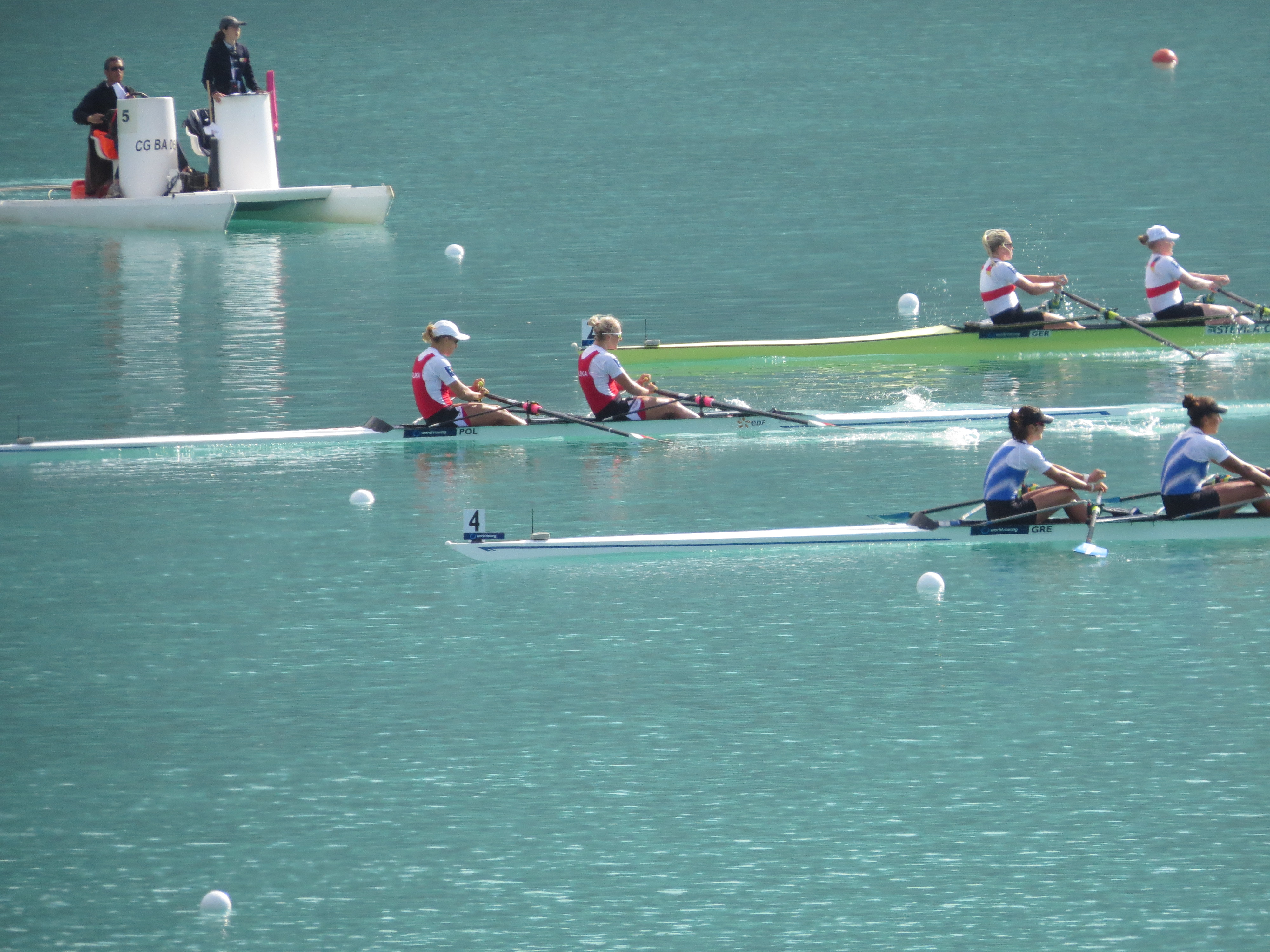
Ekateríni Nikolaïdou et Sofía Asoumanáki lors de la demi-finale des championnats du monde 2015.

| Discipline     | Amsterdam 2014 Pays-Bas | Aiguebelette 2015 France |
| -------------- | ----------------------- | ------------------------ |
| Deux de couple |                         | Argent                   |